# Merkaptopurin
Merkaptopurin (tudi 6-merkaptopurin, 6-MP) je imunosupresivna učinkovina za zdravljenje levkemije ter pri ne-Hodgkinovih limfomih pri otrocih, pravi policitemiji, psoriaznem artritisu in vnetnih boleznih črevesja (na primer pri Crohnovi bolezni).

## Način delovanja
Merkaptourin se v telesu pretvori v ustrezen ribonukleotid, ki deluje kot antimetabolit in inhibira sintezo in presnovo normalnih purinskih nukleotidov. S tem pride do motnje sinteze in delovanja RNK in DNK.

## Neželeni učinki
Med neželenimi učinki, ki se pojavljajo med terapijo z merkaptopurinom, so: driska, slabost, bruhanje, izguba teka, bolečine v trebuhu in/ali želodcu, slabotnost, izpuščaj, potemnelost kože, izpadanje las. Resnejši neželeni učinki zajemajo pojav sorov v ustni votlini, vročino, vneto žrelo, nagnjenost h krvavitvam, pikasti rdeči madeži pod kožo, porumenelost oči, kože, temen seč, boleče ali oteženo mokrenje. Redki, a nevarni neželeni učinki so: temno blato, krvavo blato, krvav seč.
Simptomi, ki spremljajo preobčutljivostno reakcijo na merkaptopurin, so: izpuščaj, srbež, zatekanje, omotičnost, oteženo dihanje.
Merkaptopurin zavira delovanje kostnega mozga in s tem zavira nastajanje belih in rdečih krvničk. Zato je priporočljivo tedensko spremljanje krvne slike. Če pride do močnejšega in nenadnega padca števila belih krvničk ali drugih krvnih vrednosti, je treba vsaj začasno prekiniti terapijo.